# Groninger Godgeleerden

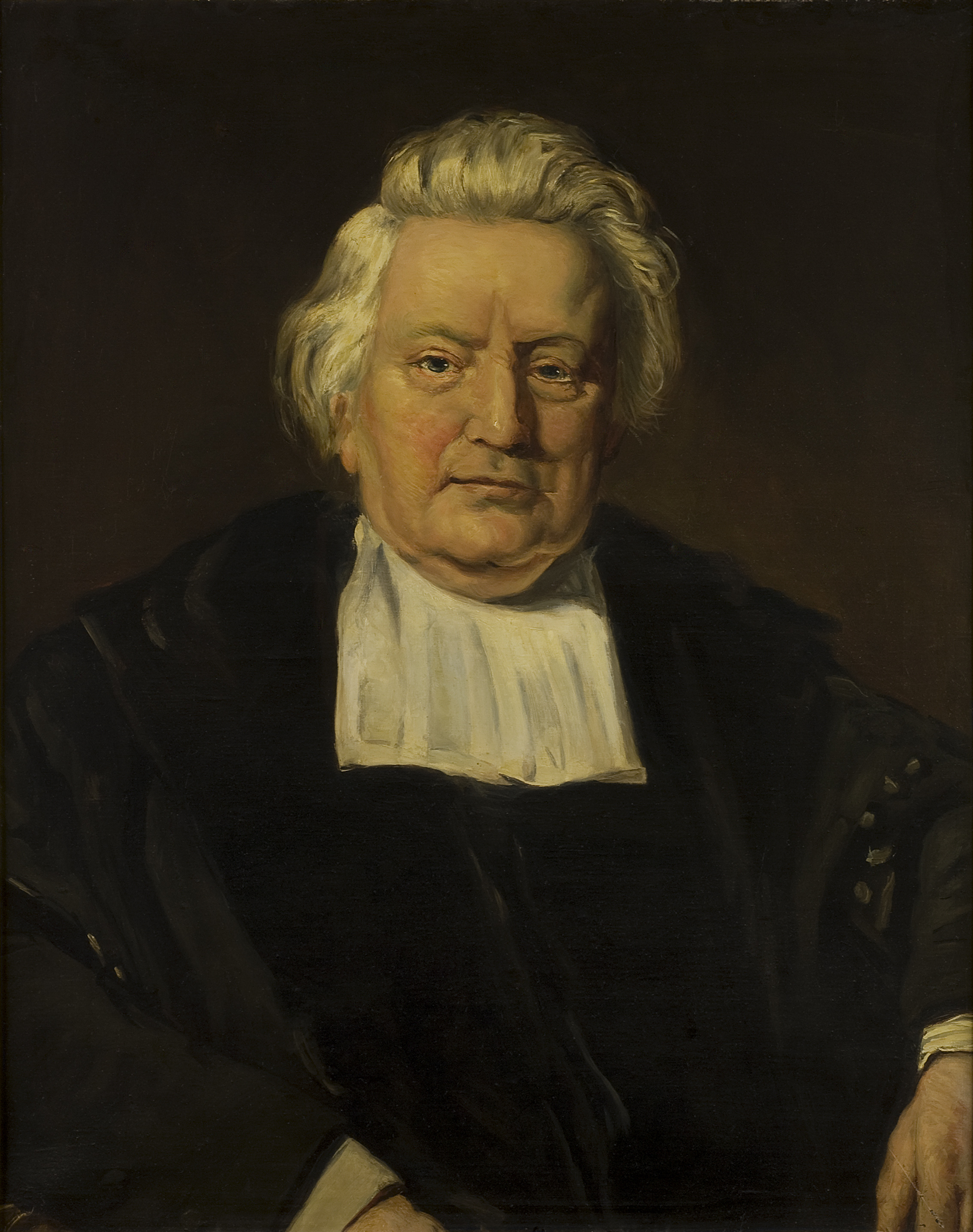
Petrus Hofstede de Groot

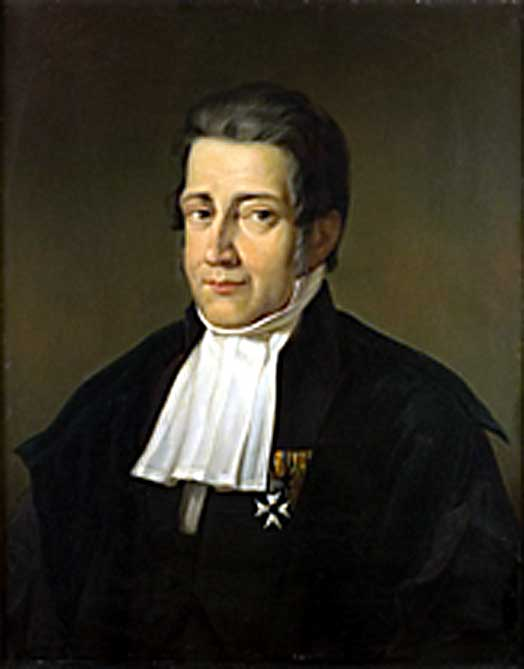
Joan Frederik van Oordt

De Groninger Godgeleerden of Groninger Richting vormen een theologische stroming uit de negentiende eeuw (vanaf 1831) in de Nederlandse Hervormde Kerk. In de tijd van hun opkomst waren zij de meest vrijzinnige groep. Zij noemden zichzelf bij voorkeur evangelische en Nederlandse theologen. Het woord evangelisch staat hier voor het Nieuwe Testament tegenover confessioneel, de binding aan de gereformeerde belijdenisgeschriften. Veel aanhangers van de Groninger theologie waren maatschappelijk betrokken en zetten zich in voor de verbetering van het onderwijs en de armenzorg.
De meeste aanhangers van deze stroming hadden in Groningen gestudeerd of in deze stad gedoceerd als hoogleraar theologie. Tot de voormannen hoorden Petrus Hofstede de Groot, Van Oordt, Pareau en Muurling. Zij waren alle vier hoogleraar aan de plaatselijke Universiteit. De beweging had een eigen tijdschrift: Waarheid in Liefde.
Ze maakte front tegen het confessionalisme in de Hervormde Kerk. De Groninger School vond dat bepaalde wijsgerige studies uit de achttiende eeuw (van het Engelse en Franse deïsme en de Duitse denkers Lessing, Kant, Fichte, Schelling, Hegel en Schleiermacher), de onmogelijkheid van de oud-gereformeerde leer op bepaalde wezenlijke punten had aangetoond. De Groninger hoogleraren streefden naar een ‘levend christendom’ dat bepaalde verouderde leerstellingen overboord gooide en de Bijbel nog enkel erkende als een fase in de openbaring Gods. Ze wensten in plaats van de kerkelijke geloofsbelijdenissen een belijdenis die alleen nog gegrond zou zijn in het evangelie.

## Theologie
Het denken van de Groningers had drie belangrijke kenmerken:
- Historisch bewustzijn: Zij hadden het idee een typisch Nederlandse theologie te geven. De ware Nederlandse volksgeest zou vanaf de Synode van Dordrecht tot de scheiding van kerk en staat in 1795 onderdrukt geweest door het buitenlandse Calvinisme. De Groningers wilden zich liever aansluiten bij het Bijbels humanisme van Erasmus: geen scherpslijperij, praktisch en gemoedelijk geloven.
- Grote nadruk op het gevoel: Geloof en godsdienst zijn voor de Groninger godgeleerden vooral activiteiten van het gevoelsleven. Zij sloten hiermee aan bij de Duitse theoloog Friedrich Schleiermacher die "Religion" definieerde als schlechthinniges Abhängigkeitsgefühl, het gevoel van volledige afhankelijkheid. De Groningers zagen dit afhankelijkheidsgevoel echter meer als een eerste trap in de religieuze ontwikkeling van de mens. Op het afhankelijkheidsgevoel behoorde een behoefte aan God gevoeld te worden, die zou moeten worden gevolgd door het gevoel van liefde voor Hem.
- Opvoedingsidee: Hieruit bleek de invloed van de verlichte supranaturalist Herman Muntinghe en de Utrechtse hoogleraar Philip Willem van Heusde. Muntinghe had de opvoedingsgedachte tot de Bijbel beperkt: Het Oude Testament en het Nieuwe Testament laten zien hoe God de mensheid opvoedt. De voortgang in de heilsgeschiedenis had een pedagogisch karakter. De Groningers trokken evenals Van Heusde deze lijn door naar hun eigen tijd: de mens wordt door de hele geschiedenis heen door God opgevoed opdat hij steeds gelijkvormiger zal worden aan het beeld van Jezus Christus. Daarom is de geschiedenis van de mensheid er een van vooruitgang om dat uiteindelijke doel te bereiken. Deze vooruitgang was er voor de Groningers ook daadwerkelijk. Zij waren van mening dat zij verder waren dan hun voorgangers.

### Dogmatiek
In de dogmatiek leidde de uitwerking van deze uitgangspunten tot een herinterpretatie van enkele klassieke gereformeerde leerstukken.

#### Christologie
In de leer over Jezus Christus werd sterk het accent gelegd op zijn mens zijn en zijn voorbeeldfunctie. Dat Hij een zo voorbeeldig en navolgenswaard leven had geleid werd toegeschreven aan zijn pre-existentie. Daardoor had Jezus alle tijd gehad om te leren hoe hij moest leven. Het aardse leven van Jezus was een voorbereiding op de grotere voortreffelijkheid van het hemelse leven.

#### Drie-eenheid
Bij de beschrijving van de onderlinge verhouding tussen de drie goddelijke personen werd Jezus Christus sterk ondergeschikt gemaakt aan de Vader. Dit leverde hen het verwijt op "moderne Arianen" te zijn. De Heilige Geest werd niet gezien als een persoon, maar als een kracht.

#### Verlossingsleer
De zonde was volgens hen het gevolg van de vervreemding van de mens van God, een verkeerde invulling van de menselijke zelfstandigheid. De plaatsbekleding van Christus werd vooral gezien als een vorm van solidariteit met het menselijk geslacht en niet als de enige wijze waarop de verzoening tussen God en mens kon plaatsvinden. Het lijden op zich had geen verzoenende betekenis, maar was eerder exemplarisch.

## Maatschappelijke betrokkenheid
Getrouw aan hun opvoedingsidee deden de Groningers veel sociaal werk en spanden zij zich in voor het onderwijs en de zending. Het godsdienstig klimaat van het openbaar onderwijs werd in het noorden van Nederland lange tijd door hen gedomineerd, aangezien de meeste schoolopzieners daar predikanten van de Groninger richting waren.

## Betekenis
De Groninger Godgeleerden introduceerden de theologie van Schleiermacher in Nederland. Hun afwijking van de traditionele gereformeerde theologie en het tolereren daarvan door de kerkelijke bestuurders was een van de aanleidingen voor het ontstaan van de Afscheiding van 1834. De Groningers verloren vanaf 1850 aan invloed door de opkomst van de Moderne theologie. Tevens was er sprake van een herleving van de gereformeerde orthodoxie binnen de Nederlandse Hervormde Kerk. Hierdoor werden de Groningers een middenstroming in de kerk, die aan het eind van de 19e eeuw opging in de Evangelische richting binnen de Nederlands Hervormde Kerk. De Evangelische Vereeniging, het samenwerkingsverband van theologen die zich rekenden tot de Groninger richting bleef tot 1946 bestaan.